# Historia del cristianismo

Esquema diacrónico no exhaustivo de la diversidad de confesiones en el cristianismo.

La historia del cristianismo se refiere a la religión cristiana, a sus seguidores y a la Iglesia cristiana, con sus diferentes confesiones, desde el siglo I hasta la actualidad. El cristianismo se originó con el ministerio de Jesús, un maestro y taumaturgo judío que proclamó la llegada inminente del Reino de Dios y fue crucificado hacia el año 30-33 d. C. en Jerusalén, en la provincia romana de Judea. Sus seguidores creen que, según los Evangelios, Jesús era el Hijo de Dios y que murió para el perdón de los pecados y fue resucitado y exaltado por Dios, y que regresará pronto al inicio del Reino de Dios.
Los primeros seguidores de Jesús eran cristianos judíos apocalípticos. La inclusión de los «gentiles» (es decir, los no judíos) en la Iglesia cristiana primitiva en desarrollo provocó la separación del cristianismo primitivo del judaísmo durante los dos primeros siglos de la era cristiana. En el año 313, el emperador romano Constantino I promulgó el Edicto de Milán que legalizaba el culto cristiano. En el 380, con el Edicto de Tesalónica promulgado bajo Teodosio I, el Imperio romano adoptó oficialmente el cristianismo niceno como su religión estatal. Varios debates cristológicos sobre la naturaleza humana y divina de Jesús consumieron a la Iglesia cristiana durante tres siglos, y se convocaron siete concilios ecuménicos para resolver estos debates. El arrianismo fue condenado en el Concilio de Nicea I (325), que apoyó la doctrina trinitaria expuesta en el credo niceno-constantinopolitano.
En la Alta Edad Media, las actividades misioneras difundieron el cristianismo hacia el occidente y al norte (entre los pueblos germánicos); hacia el oriente (entre los armenios, los georgianos y los pueblos eslavos), en Oriente Medio (entre los sirios y los egipcios), en África oriental (entre los etíopes), y más allá, en Asia central, China y la India. Durante la Plena Edad Media, el cristianismo oriental y el occidental se distanciaron, lo que condujo al Cisma de Oriente y Occidente de 1054. Las crecientes críticas a la estructura eclesiástica católica romana y su corrupción condujeron a la Reforma Protestante y a los movimientos de reforma relacionados con ella en los siglos XV y XVI, que concluyeron con las guerras de religión europeas que desencadenaron la escisión del cristianismo occidental. Desde la época del Renacimiento, con la colonización europea de las Américas y otros continentes instigada activamente por las iglesias cristianas, el cristianismo se ha expandido por todo el mundo. En la actualidad, hay más de dos mil millones de cristianos en todo el mundo y el cristianismo se ha convertido en la mayor religión del mundo. En el último siglo, a medida que la influencia del cristianismo ha disminuido progresivamente en el mundo occidental, el cristianismo sigue siendo la religión predominante en Europa (incluyendo Rusia) y América, y ha crecido rápidamente en Asia, así como en los países del Sur Global y del llamado Tercer Mundo, sobre todo en América Latina, China, Corea del Sur y gran parte del África subsahariana.

## Raíces del cristianismo
El clima religioso, social y político de la Judea romana del siglo I y sus provincias vecinas era extremadamente diverso y se caracterizaba constantemente por la agitación sociopolítica, con numerosos movimientos judaicos tanto religiosos como políticos. El antiguo historiador romano-judío Josefo describió las cuatro sectas más destacadas dentro del judaísmo del Segundo Templo: los fariseos, los saduceos, los esenios y una «cuarta filosofía» sin nombre, que los historiadores modernos reconocen como los zelotes y los sicarios. El siglo I a. C. y el siglo I d. C. tuvieron numerosos líderes religiosos carismáticos que contribuyeron a lo que se convertiría en la Mishná del judaísmo rabínico, incluyendo a los sabios judíos Yohanan ben Zakkai y Hanina ben Dosa. El mesianismo judío, y el concepto de Mesías judío, tiene sus raíces en la literatura apocalíptica escrita entre el siglo II a. C. y el siglo I a. C., que prometía un futuro líder «ungido» (mesías o rey) de la línea davídica para resucitar el Reino israelita de Dios, en lugar de los gobernantes extranjeros de la época.

### Raíces judaicas
Jesús y sus primeros discípulos fueron judíos. El cristianismo continuó utilizando las escrituras sagradas hebreas, convirtiéndose el Tanaj en lo que hoy se conoce como el Antiguo Testamento. Aceptando muchas doctrinas fundamentales del judaísmo, como el monoteísmo, el libre albedrío y el Mesías, término hebreo usualmente traducido como mesías en español, y su equivalente Cristo (Cristos "[el] ungido" en griego).

### Relaciones con el mundo helenístico y romano
La Tierra de Israel fue disputada por los antiguos imperios, debido en gran parte a su ubicación geográfica. Estaba en medio de dos grandes rutas comerciales: Egipto y Mesopotamia, Arabia y Asia Menor. Alejandro Magno que derrotó a los persas y se adueñó de Palestina, cuando fue recibido en triunfo en Jerusalén, fue considerado por muchos el mesías tan esperado. Tras la muerte de Alejandro (323 a. C.), Ptolomeo I se posesiona de Egipto, Seleuco I se adueña de Asiria y nuevamente Palestina queda en discordia. Recordando la ideología de Alejandro, que era unir a toda la humanidad bajo una misma civilización de tonalidad marcadamente griega (fusión denominada Helenismo), esta fusión combinaba elementos griegos con otros tomados de las civilizaciones conquistadas, aún variando de región en región. Esto le dio una unidad a la cuenca del Mediterráneo, que serviría a la expansión del Imperio romano y al cristianismo mediante la predicación del Evangelio. Para los judíos el helenismo era una amenaza para su religión, pues la filosofía helenística era politeísta. La presión del helenismo era constante y la fidelidad de los judíos a su Dios y a sus tradiciones también. Esta presión desató una rebelión por una parte de los judíos macabeos, quienes se rebelaron contra el helenismo de los seléucidas, quienes pretendían imponer sus ideales.
Posteriormente, se presenta el romano Pompeyo en el 63 a. C., quien toma Palestina deponiendo al último de los macabeos, Aristóbulo II. La política romana era tolerante con la religión y las costumbres de los pueblos conquistados. Herodes I, que no era de etnia hebrea sino idumeo, aunque judío por religión, hizo todo lo posible por introducir el helenismo, a tal grado que, para agradar a los romanos, intentó colocar un águila en la entrada del Templo de Jerusalén, lo cual provocó una rebelión nuevamente, que se sofocó con dos mil crucifixiones.
Durante este tiempo existían grupos religiosos como los fariseos que eran un partido del pueblo y no gozaban de las ventajas materiales que otorgaba el régimen romano y velaban por cumplir la ley, creían en la resurrección y en la existencia de los ángeles. Los saduceos eran el partido de la aristocracia, cuyos intereses les llevaban a colaborar con el régimen. Eran aristócratas y conservadores, no creían en la resurrección ni en los ángeles. Los zelotes eran extremistas militantes que se oponían tenazmente al régimen romano. Jesús y los apóstoles estaban más cerca de los fariseos en la doctrina (Jesús no los criticó por ser malos judíos, sino porque en su afán de cumplir la ley se olvidaban de los seres humanos). Todos los partidos y todas las sectas judías tenían algo en común, compartían el monoteísmo ético y la esperanza escatológica.
- El monoteísmo ético: Creencia en un solo Dios. Dios requiere algo más que un servicio apropiado, requiere "la justicia" entre los seres humanos (aunque la justicia la interpretaba cada grupo de manera distinta) y honrar a Dios con toda la vida misma.
- La esperanza escatológica: Guardaban la esperanza mesiánica, creían firmemente que el día llegaría cuando Dios interviniera en la historia de Israel y el cumplir un "reino de Paz y Justicia".

Estas fueron las bases para el cristianismo, ya que ayudaron a su expansión por todo el Imperio romano.
El cristianismo también continuó con muchos de los patrones encontrados en el judaísmo de la época de Jesús, como la adaptación de la forma litúrgica de la adoración en la sinagoga a la iglesia o templo; la oración; la utilización de las sagradas escrituras; un calendario religioso; el uso de la música en himnos y oración; además de disciplinas como el ayuno. Los cristianos adoptaron inicialmente las traducciones griegas de las escrituras judías, conocidas como la Septuaginta, como su propia Biblia, y más tarde canonizaron muchos de los libros del Nuevo Testamento.

### Ministerio de Jesús
Las principales fuentes de información sobre la vida y las enseñanzas de Jesús son los cuatro evangelios canónicos y, en menor medida, los Hechos de los Apóstoles y las epístolas paulinas. Según los Evangelios, Jesús es el Hijo de Dios, que fue crucificado hacia el año 30-33 en Jerusalén. Sus seguidores creen que había resucitado de entre los muertos y había sido exaltado por Dios, anunciando la llegada del Reino de Dios.

## Inicios del cristianismo
Los historiadores de la Iglesia consideran que el cristianismo primitivo comienza con el ministerio de Jesús (c. 27-30) y termina con el Concilio de Nicea I (325). Se suele dividir en dos periodos: la Era Apostólica (c. 30-100, cuando los primeros apóstoles aún vivían) y el Periodo Preniceno (c. 100-325).
El cristianismo comenzó entre un pequeño número de judíos. En el libro de los Hechos de los Apóstoles 1:15 se mencionan cerca de 120. En el siglo III, el cristianismo creció hasta convertirse en la congregación dominante en el norte del mundo mediterráneo. También se extendió de forma importante al este y al sur del Mediterráneo. Esta sección examinará aquellos primeros 300 años.
Los hechos que acontecieron en los primeros años del cristianismo se relatan en el libro de los Hechos de los Apóstoles. Actualmente se cuestiona la veracidad de algunos de estos relatos debido a la gran proliferación de libros falsos sobre los Hechos (o Actos) de los apóstoles que abundaban durante el cristianismo primitivo, pero la mayor parte ha mantenido la esencia del mensaje, confirmado por evidencia arqueológica reciente.

### La Iglesia cristiana primitiva
El concepto "judeocristianos primitivos" es utilizado a menudo al discutir sobre el cristianismo primitivo. Jesús de Nazaret, sus doce apóstoles, los ancianos y la mayor parte de sus seguidores eran judíos. Así como los 3000 convertidos en Pentecostés luego de la crucifixión descrita en los Hechos de los Apóstoles 2, donde todos los judíos, prosélitos y todos los convertidos al cristianismo eran no gentiles antes de la conversión del oficial romano Cornelio por Simón Pedro en Hechos 10, quien es considerado según la tradición como el primer gentil en ser convertido al cristianismo. La más grande división en el cristianismo antes de ese tiempo se presentó entre los judíos helenísticos y no helenísticos o los de habla griega y los de habla aramea (Hechos 6). Sin embargo, después de la conversión de Cornelio y su aceptación como cristiano, ahora existía otro grupo, los cristianos gentiles. Como un movimiento escatológico, anticiparon que los gentiles se transformarían al Dios de Israel como lo profetizaba Isaías en los versículos 56:6-8. El Nuevo Testamento no utiliza el término "gentil-cristiano" o "judío-cristiano". En cambio, el apóstol Pablo escribe contra quienes, estando circuncidados, se separaban de los no circuncisos, o querían obligar a los adultos no circuncisos a circuncidarse para pertenecer a la comunidad cristiana:

Porque en Cristo Jesús, ni la circuncisión ni la incircuncisión tienen valor, sino solamente la fe que actúa por la caridad.
Epístola a los gálatas 5, 6

Circuncisos y no circuncisos se interpretan generalmente como judíos y griegos respectivamente, siendo estos últimos quienes predominaban. Sin embargo, esto puede ser una simplificación excesiva de la realidad en la provincia de Judea del siglo I: existían algunos judíos que no seguían circuncidándose, y algunos griegos (llamados prosélitos o judaizantes) que sí lo hacían además de otros tales como egipcios y etíopes.

### Final de la etapa apostólica
Hacia el año 62, el sumo sacerdote del judaísmo, Ananías, hizo arrestar a Santiago, que encabezaba la Iglesia de Jerusalén y lo ajustició. Uno de sus hermanos, Simón, fue llamado a sucederlo, pero la situación política de Israel se agravaba y los conflictos internos del judaísmo eran cada día mayores. Se cree que Pablo fue decapitado y Pedro fue muerto crucificado boca abajo en Roma durante la persecución por parte de Nerón. Al final del siglo I, de los apóstoles originales vivía tan solo Juan, que se había trasladado a Éfeso, cuya iglesia se considera madre de muchas de Asia Menor y Grecia, donde se manifestaban brotes gnósticos.
Con el emperador Vespasiano, el cristianismo siguió extendiéndose, hasta que en el año 90 con el imperio bajo el emperador Nerva (de quien dice su biógrafo Xifilino que «no permitió que se acusase a nadie por haber observado las ceremonias de la religión judaica o haber descuidado el culto de los dioses»), pudo regresar Juan a Éfeso, y pocos años después falleció, a edad muy avanzada. Con su muerte (hacia el año 100) concluye la etapa apostólica.
La Didaché y otros escritos de los Padres Apostólicos documentan las principales prácticas de la iglesia primitiva, por ejemplo:
- Clemente de Roma, tercer epískopo de aquella ciudad, escribe su carta a los Corintios cerca del año 96.
- Ignacio de Antioquía escribe siete cartas poco tiempo antes de su martirio en el 107.
- Policarpo de Esmirna, discípulo del apóstol Juan, escribe su epístola a los Filipenses cerca del año 107.

### Mártires delsigloI
- Esteban el primer mártir.
- Santiago el Mayor, apóstol.
- Pablo de Tarso, apóstol.
- Simón Pedro, apóstol.
- Onésimo, discípulo de Pablo
- Ignacio de Antioquía, discípulo de Pedro y primer arzobispo de Antioquía después de él.
- Tecla de Iconio, discípula de Pablo, que entre las mujeres recibió el tratamiento de protomártir.[29]
- Apolinar de Rávena, obispo.
- Feliciano de Córdoba.
- Pedro de Rates, obispo de Braga.
- Marciano de Siracusa, obispo.

### Los apologistas
- Justino Mártir, convertido de la filosofía griega.
- Atenágoras de Atenas
- Apolonio
- Teófilo de Antioquía
- Melitón de Sardes
- Lactancio
- Minucio Félix

### Los escritos
Los primeros cristianos produjeron durante la historia muchos cánones importantes y otras obras literarias descritas dentro de la organización de la Iglesia Cristiana. Una de las primeras de éstas es la Didaché, el cual es normalmente fechado a finales del primer o inicios del segundo siglo.
Las Actas de los mártires recogen las actas de los procesos judiciales contra los cristianos, relatos de testigos y leyendas varias sobre los primeros mártires cristianos.

### Primeras herejías
Las disputas de doctrinas comenzaron en los inicios del cristianismo. La Iglesia cristiana organizó concilios para resolver estos asuntos. Los concilios que representan a toda la Iglesia cristiana fueron llamados concilios ecuménicos. Algunos grupos fueron rechazados por herejes, como por ejemplo:
- Simonianismo
- Nicolaísmo
- Judaizantes
- Gnosticismo
- Marcionismo
- Montanismo
- Adopcionismo
- Mandeanismo
- Monarquianismo
- Nestorianismo
- Apolinarismo
- Arrianismo
- Docetismo

Arrio (discípulo del obispo Pablo de Samosata) era un líder entre los cristianos que tenía un entendimiento muy particular del movimiento trinitarista, reflejando la divinidad natural de Cristo. Aunque muchos de los escritos de Arrio fueron destruidos por el emperador Constantino, podemos inferir por los argumentos de Atanasio de Alejandría contra Arrio, algunos conceptos básicos del movimiento.
La hipótesis de Arrio era que Jesús fue creado por Dios (como en, "Hubo un tiempo donde el Hijo no lo era"), y por ende, era "secundario" a Dios. Su texto de prueba primaria era Juan 17:3. Por su parte, la posición del cristianismo tradicional era que Jesús fue y siempre ha sido divino, y que tiene una naturaleza divina junto con el Padre y el Espíritu Santo: existe una Trinidad santa y completa, asimismo homogénea, es decir, las tres personas tienen el mismo rango.

### Gnosticismo
Un movimiento filosófico-religioso griego conocido como gnosticismo se había desarrollado casi al mismo tiempo que el cristianismo. Muchos seguidores de este movimiento fueron también cristianos y enseñaban una síntesis de los dos sistemas de creencias. Esto produjo una gran controversia en la iglesia primitiva.
Las interpretaciones gnósticas diferían de la corriente principal del cristianismo, debido a que cristianos ortodoxos toman una interpretación literal de los evangelios como las correctas, mientras que los gnósticos tienden a leerlas como una alegoría.

### Religiones competidoras
El cristianismo no era la única religión que buscaba creyentes en el siglo I. Los historiadores modernos del mundo romano, a menudo ponen interés en lo que ellos llaman "religiones mistéricas" o "cultos mistéricos" que comenzaron en el último siglo de la República Romana y se fueron incrementando durante los siglos del Imperio romano. Autores romanos, tales como Tito Livio, comentan la importación de "dioses foráneos" entre las calles del estado romano. El judaísmo también recibe creyentes y en algunos casos hicieron proselitismo activamente. El Nuevo Testamento refleja una clase de personas a quienes se les refiere como 'creyentes en Dios' quienes se piensa que son gentiles convertidos, quizás aquellos quienes no se habían circuncidado; Filón de Alejandría hace explícito el deber de los judíos de recibir a los nuevos creyentes.

#### Maniqueísmo
El maniqueísmo era una de las mayores religiones antiguas. Aunque su forma organizada se encuentra casi extinta hoy, un revivamiento se ha intentado bajo el nombre de neomaniqueísmo. Sin embargo, la mayoría de los escritos de su fundador, el profeta Mani, se han perdido. Algunos estudiosos argumentan que su influencia continúa sutilmente mediante Agustín de Hipona, quien se convirtió al cristianismo desde el maniqueísmo y que sus escritos continúan siendo de gran influencia entre teólogos católicos y protestantes (recordemos que Martín Lutero fue un monje agustino).
La religión fue fundada por Mani, quien se dice que nace en el occidente del Imperio persa y vivió aproximadamente entre los años 210 y 275. El nombre Mani es más un título de respeto más que un nombre personal. Este título fue asumido por el fundador mismo y reemplazó completamente su nombre personal de tal forma que no se conoce su nombre preciso. Mani fue influenciado por el mandeísmo y comenzó a predicar en una edad temprana. Se declaraba como el Paráclito, como se promete en el Nuevo Testamento: el Último Profeta y Sello de los Profetas que finalizaban la sucesión del hombre guiado por Dios e incluían figuras tales como Zoroastro, Hermes, Platón, Buda y Jesús.
El maniqueísmo recoge elementos de las sectas dualistas, así como del mitraísmo. Sus creyentes hicieron muchos esfuerzos para incluir todas las tradiciones religiosas conocidas en su fe. Como resultado, preservaron muchos trabajos apócrifos cristianos, como Hechos de Tomás, que de otra forma se hubiese perdido. Mani se empeñaba en describirse como un "discípulo de Jesucristo", pero la iglesia ortodoxa lo rechazó como hereje.

## SiglosIIyIII

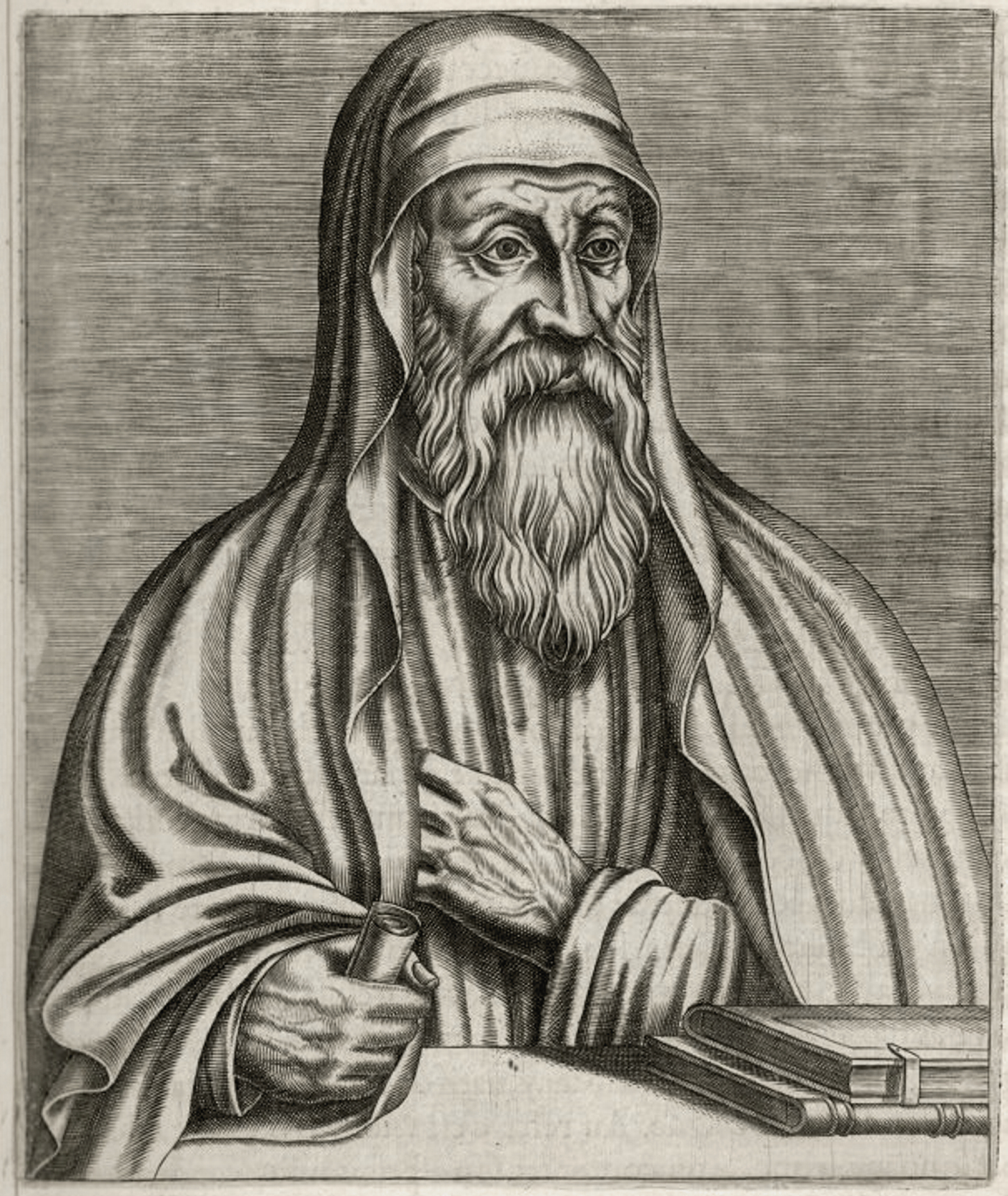
Orígenes.

En el segundo siglo de nuestra era, numerosos eruditos comenzaron a producir escritos que nos ayudan a entender la forma en que se desarrolló el cristianismo. Estos escritos se pueden agrupar en dos grandes categorías, trabajos dirigidos a una amplia audiencia de eruditos no creyentes y trabajos dirigidos a aquellos que se consideraban cristianos. Los escritos para los no creyentes se llamaban usualmente "apologéticos" en el mismo sentido que el discurso dado por Sócrates en su defensa ante la asamblea ateniense, llamada Apología cuya palabra en griego significa "acción de hablar en defensa de alguien". Los apologistas, como se conoce a estos autores, hacen una presentación para clases educadas de las creencias cristianas, a menudo asociadas con un ataque de las creencias y prácticas de los paganos.
Otros escritos tienen el propósito de instruir y amonestar a los hermanos cristianos. Muchos escritos de este período, sin embargo, sucumbieron a la destrucción de la Iglesia católica primitiva como herejías, o en desacuerdo con su mensaje. Aun así, hoy en día se han encontrado escritos como el Evangelio de Tomás en 1945.

### Origen y evolución de la jerarquía en la Iglesia cristiana
En la Iglesia, después de las primeras autoridades de carácter carismático en forma de apóstoles, al desaparecer éstos, emergen en las comunidades cristianas las estructuras jerárquicas que se asemejan a las de las sociedades de donde proceden. Se distinguen dos bloques:
- En las comunidades de origen hebreo, se establecía un gobierno colegial de ancianos o presbíteros, que seguía la tradición judía, procedentes de las familias más importantes o de las sinagogas. Esta colegiación estaba a su vez presidida por otro anciano, que en tiempos anteriores, en Jerusalén llegó a ser Santiago, el hermano de Jesús.
- En las comunidades de mayoría gentil, la Iglesia era gobernada por un colegio de obispos (episcopoi) y diáconos. Las figuras de los obispos como prototipos de autoridad y supervisores de la población cristiana urbana son los encargados de la administración, prefectos y gestores, mientras que los diáconos son los servidores o siervos.

Esta doble estructura jerárquica inicial del cristianismo fue tendiendo lentamente a la unificación para todas las iglesias, fusionándose los obispos y los presbíteros, aunque por un tiempo se les denominara indistintamente. Finalmente se establecieron las condiciones para poder aspirar a obispo, e igualmente, para el peldaño inferior de los diáconos, en sus principales tareas asistenciales, administrativas y auxiliares de los obispos.

## SigloIV
Muchos escritos de este período fueron traducidos en los libros de los Padres Nicenos y post Nicenos.

### Desarrollo del canon de la escritura
Los cristianos consideran que la Biblia contiene el núcleo central de la revelación de Dios, si bien la Iglesia católica incluye, como parte de la revelación, la Tradición. Con el pasar del tiempo, la Iglesia católica determinó cuáles libros forman parte del canon de la Biblia y cuáles no, distinguiendo entre textos inspirados y textos no inspirados por Dios. Ello explica que existan libros surgidos en ambientes cercanos al cristianismo que no se consideran como parte de la Biblia ni por los católicos ni por otros grupos cristianos: Un evangelio de Santo Tomás, otro de San Pedro, Hechos de San Pablo, otros de San Juan, un Apocalipsis atribuido a Pedro.
En un principio, no existía un listado oficial de libros del Nuevo Testamento. Dentro del cristianismo primitivo se tomaban en consideración solo las "Escrituras", los libros sagrados del judaísmo que fueron traducidos al griego e incluidos en la llamada Biblia "Septuaginta". Esta compilación incluía también a los libros llamados deuterocanónicos aceptados por la Iglesia católica y apócrifos por los protestantes. Los LXX o Septuaginta es la que San Pablo llama "Escrituras" en sus escritos.
El proceso de conformación de lo que actualmente se conoce como Biblia es el siguiente: La Iglesia católica dio la lista de los libros que se consideraban inspirados por el Espíritu Santo, la que fue declarada por la autoridad de los papas Damaso I, Siricio I e Inocencio I 
, y por los siguientes concilios y sínodos: Sínodo Romano en el año 382, Concilio de Hipona en el año 393, III Concilio de Cartago en el año 397 y IV Concilio de Cartago en el año 419. Este fue el mismo nuevo testamento que utilizaron Martín Lutero y Juan Calvino.

### Canon del Antiguo Testamento
Después de Jesucristo los judíos en Jamnia quitaron los deuterocanónicos del canon de su Tanaj usando un criterio anticristiano[cita requerida]. Esto implicaría que los judíos ya no tenían autoridad para designar qué libros eran inspirados, sino más bien la primitiva Iglesia y ésta había aceptado la versión de los LXX o Septuaginta. Además, que la versión que San Pablo cita en sus epístolas es la Septuaginta y es a la que se refiere cuando habla de la Escrituras.
La versión de los LXX (el Antiguo Testamento en griego) está conformada por 46 libros:
Génesis, Éxodo, Levítico, Números, Deuteronomio, Josué, Jueces, Rut, los dos libros de Samuel (I Samuel y II Samuel), los dos libros de los Reyes (I Reyes y II Reyes), los dos libros de las Crónicas (I Crónicas y II Crónicas), Esdras, Nehemías, Ester, Job, los Salmos, los Proverbios, el Eclesiastés, el Cantar de los Cantares, Isaías, Jeremías, las Lamentaciones, Baruc, Ezequiel, Daniel, Oseas, Joel, Amós, Abdías, Jonás, Miqueas, Nahúm, Habacuc, Sofonías, Ageo, Zacarías, Malaquías. Además contiene los libros deuterocanónicos de Tobías, Judit, Baruc, Eclesiástico, I Macabeos, II de Macabeos y Sabiduría, más las secciones griegas de Ester y Daniel que no están en los proto-canónicos.
Los judíos tenían dos cánones para sus libros santos: el breve o palestinense y el largo o alejandrino. El breve está conformado por 39 libros y se divide en tres partes: Torá (La Ley), Nevi'im (Profetas) y Ketuvim (escritos), el acrónimo de estas tres partes da como resultado la palabra Tanak o Tanaj. A estos 39 libros se les conoce como libros "proto-canónicos". El canon de Palestina se hizo en Jamnia, y está basado en una traducción hebrea de la Biblia hecha después de Cristo; no son los textos originales sino una traducción.
Los judíos en Alejandría creían que Dios no dejaba de comunicarse con su pueblo incluso fuera de Israel, e iluminaba a sus hijos en las nuevas circunstancias en que se encontraban.[cita requerida]
Jesús debió usar el canon corto o palestinense, pero los apóstoles, al llevar el Evangelio a todo el Imperio romano, usaron el canon alejandrino. La Iglesia primitiva recibió este canon que consta de 46 libros.
A partir del año 393 diferentes concilios, fueron precisando la lista de los Libros "canónicos" para la Iglesia cristiana. Estos fueron:
el Concilio de Hipona en el año 393,
el Concilio de Cartago en los años 397 y 419,
el Concilio de Florencia en el año 1441 y
el concilio de Trento en el año 1546.
Los protestantes admiten como libros sagrados los 39 libros del canon hebreo que fue fijado después de Cristo por los judíos, sin ninguna intervención cristiana. El primero que negó la canonicidad de los libros deuterocanónicos fue Carlstadt en 1520, y después Lutero en 1534 y Calvino en 1540. Aunque Lutero parece contradecirse pues en su Comentario sobre San Juan dijo: "Estamos obligados a admitir de los papistas que ellos tienen la Palabra de Dios, que la hemos recibido de ellos, y que sin ellos no tendríamos ningún conocimiento de ésta". Esta Iglesia "papista" pronunció que los 73 libros que componen el Antiguo y Nuevo Testamento son revelación.
El obispo Melitón de Sardes registró la primera lista conocida de la Septuaginta en el año 170 d. C. Contenía 45 libros, pareciera que falta uno puesto que el libro de las Lamentaciones se consideraba como parte de Jeremías.

### Nuevo Testamento
El Nuevo Testamento está formado por 27 libros, y se divide en cuatro partes: el Evangelio o Evangelios, los Hechos de los Apóstoles, las Epístolas y el Apocalipsis. De estos libros, siete fueron puestos en duda: Epístola a los Hebreos, Epístola de Santiago, segunda epístola de Pedro, segunda epístola de Juan, tercera epístola de Juan, epístola de Judas y Apocalipsis. La duda de que fueran inspirados fundaba sobre su autenticidad.
En la Iglesia primitiva, la regla de fe se encontraba en la enseñanza oral de los apóstoles y de los primeros evangelizadores. Pasado el tiempo, esa generación empezó a morir y se sintió la urgencia de consignar por escrito las enseñanzas de Jesucristo y los rasgos más sobresalientes de su vida. Esta es la causa de los escritos de los Evangelios. Por otra parte, de acuerdo a los problemas que iban surgiendo los apóstoles alimentaban espiritualmente a sus fieles mediante cartas. Este fue el origen de las Epístolas.
A finales del siglo I y principios del siglo II, la colección de escritos variaba de una iglesia a otra. Además en el siglo II, las ideas del hereje Marción, que afirmaba que únicamente el Evangelio de Lucas y las diez epístolas de Pablo tenían un origen divino; y del montanismo, que pretendía introducir como libros santos los escritos de Montano, apresuraron la determinación del Canon del Nuevo Testamento.
En tiempos de San Agustín, los concilios de Hipona en el año 393 y de Cartago años 397 y 419 (conocidos como los concilios africanos) reconocieron los 27 libros, así como el concilio de Trullo (Constantinopla, en el 692) y el concilio florentino en 1441.
El protestantismo renovó antiguas dudas y excluyó algunos libros. El doctor Martín Lutero rechazaba Hebreos, Santiago, Judas y Apocalipsis. En el Concilio de Trento celebrado en 1546, se presentó oficial y dogmáticamente la lista íntegra del Nuevo Testamento. La explicación teológica era que los libros debían ser revelados por el Espíritu Santo y transmitidos fielmente por él. Los principales criterios prácticos fueron cuatro: su origen apostólico o de la generación apostólica, su ortodoxia en la doctrina, su uso litúrgico y su uso generalizado.

## SiglosIVyV: oficialización del cristianismo en el Imperio romano

### El papel del emperador Constantino I
Tradicionalmente se ha considerado que el «Edicto de Milán» de 313, firmado por los emperadores Constantino I y Licinio, fue la norma que decretó la libertad de cultos en todo el Imperio Romano poniendo así fin a las persecuciones de los cristianos. Sin embargo, según Paul Veyne, «la tolerancia estaba establecida desde hacía dos años» por el edicto de Galerio, promulgado en Nicomedia el 30 de abril de 311, por lo que «después de su victoria en el puente Milvio, Constantino no tuvo necesidad ninguna de promulgar un edicto en tal sentido». El «edicto de Milán» era en realidad un mandatum, una epístula que contenía instrucciones para el cumplimiento del edicto de Galerio, ampliado con la restitución de los bienes de las iglesias por acuerdo de los dos emperadores. 
La conversión al cristianismo del emperador Constantino fue un punto de inflexión para la Iglesia cristiana. Apoyó financieramente a la Iglesia, construyó varias basílicas, otorgó privilegios (por ejemplo, exención de ciertos impuestos) al clero, promovió cristianos a algunos altos cargos y devolvió las propiedades confiscadas. Además, Constantino jugó un papel activo en el liderazgo de la Iglesia. En 316 actuó como juez en una disputa en el norte de África sobre la controversia donatista. Más significativamente, en 325 convocó el Concilio de Nicea, el primer concilio ecuménico. De este modo, estableció un precedente para el emperador como responsable ante Dios por la salud espiritual de sus súbditos y, por tanto, con el deber de mantener la ortodoxia. Debía hacer cumplir la doctrina, erradicar la herejía y defender la unidad eclesiástica.

### Arrianismo y Concilio de Nicea
Arrio (250-336) proponía que Jesús y Dios estaban muy separados y eran entidades diferentes: Jesús estaba más cerca de Dios que ningún otro humano, pero nació humano, y no tenía una existencia previa, por ende no era Dios; una persona parecida o semejante a Dios, sin ser necesariamente el mismo. Por otra parte, Dios había existido siempre. Arrio sentía que cualquier intento de reconocer la divinidad de Cristo desdibujaba la línea entre el cristianismo y las religiones paganas. Si el cristianismo reconocía dos dioses separados, el Padre y Jesús, se convertiría en una religión politeísta.
En contra del arrianismo, en el Concilio de Nicea se aprobó un credo para expresar la fe de la Iglesia cristiana en la que se declara que Jesús era “consubstancial” con Dios Padre.

### Intento de volver al «paganismo» por el emperador Juliano
El sucesor del hijo de Constantino, su sobrino Juliano, bajo la influencia de su consejero Mardonio, renunció al cristianismo y adoptó una forma neoplatónica y mística de paganismo, lo que conmocionó a la jerarquía cristiana. Comenzó a reabrir templos paganos, modificándolos para que se parecieran a las tradiciones cristianas, y estableció la caridad pública (previamente desconocida en el paganismo romano). El emperador (denominado "el Apóstata" debido a su rechazo del cristianismo y su conversión al mitraísmo y al neoplatonismo) también eliminó los privilegios concedidos al clero cristiano (como la exención de impuestos), prohibió a las distintas confesiones cristianas perseguirse entre sí y volvió a traer a arzobispos que habían sido proscritos por ser arrianos.

### El cristianismo se convierte en religión del Estado
La oposición del emperador Juliano duró poco y el cristianismo fue finalmente convertido en la religión oficial del Imperio Romano mediante el Edicto de Tesalónica promulgado por el emperador niceno Teodosio I en el año 380.

### Primeras controversias cristológicas
Las controversias cristológicas incluyen examen de preguntas como: ¿era Cristo divino, humano, un ser angélico creado, o más allá de una simple clasificación en una de estas categorías? ¿Los milagros de Cristo realmente cambiaron la realidad física o solo eran simbólicos? ¿El cuerpo de Cristo realmente se elevó de la muerte o el Cristo resucitado era un ser sobrenatural que no estaba limitado por las leyes físicas?
- Arrio, Atanasio de Alejandría
- Diodoro de Sicilia, Teodoro de Mopsuestia
- Cirilo de Alejandría y Nestorio
- El concilio de Éfeso antinestoriano y el concilio de Calcedonia antimonofisita en el 451.
- La búsqueda por la reconciliación y la herejía de una voluntad (monotelismo, la creencia de que Jesucristo tenía una voluntad [divina] como oposición a las dos voluntades, una divina y otra humana). El Quinto concilio ecuménico condenó el monotelismo y falló al alcanzar la reconciliación deseada por el emperador bizantino.

## SigloV

### La conversión del mundo mediterráneo

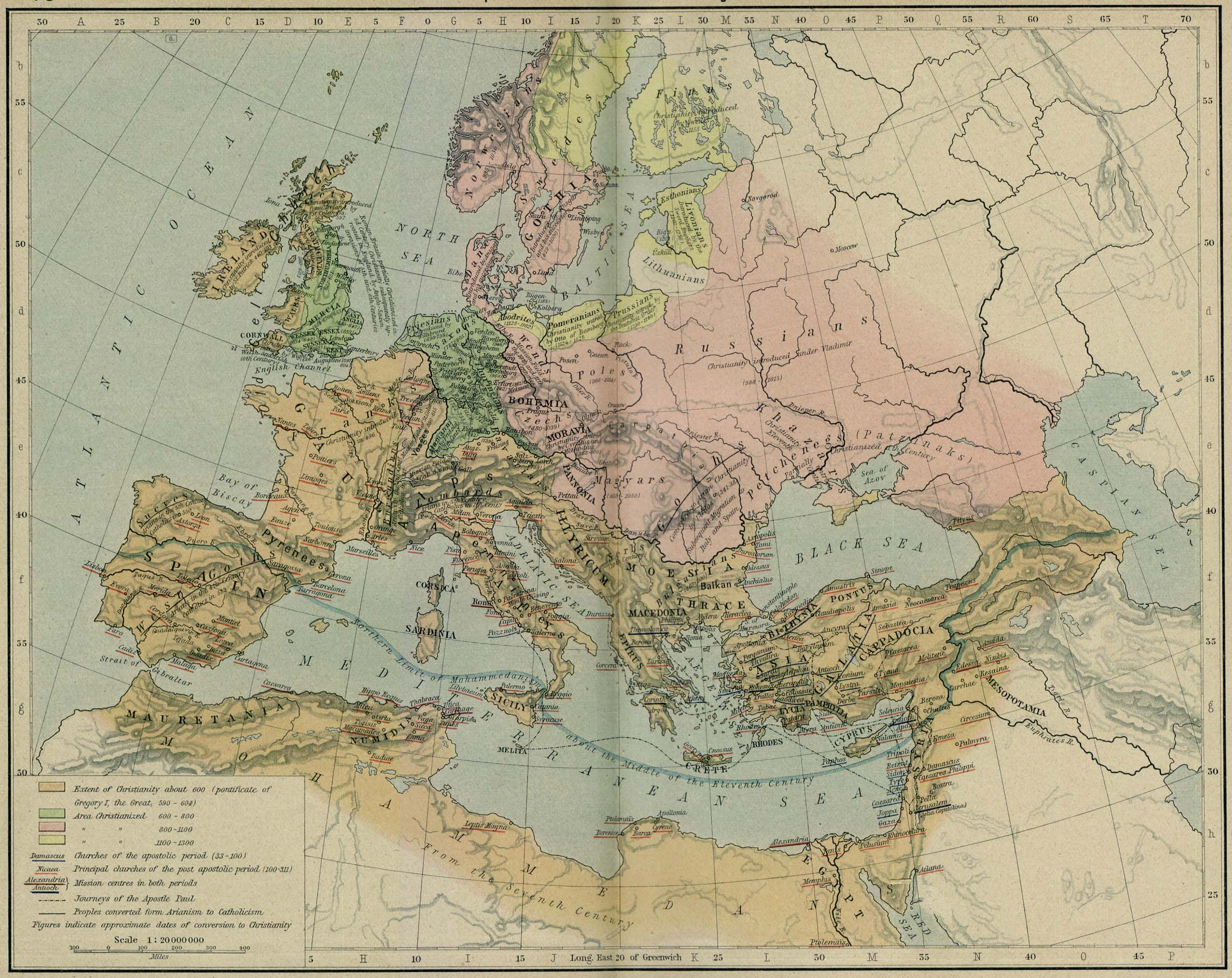
Desarrollo del cristianismo en el mundo Mediterráneo.

- Agustín de Hipona
- Jerónimo de Estridón

### Desarrollo del cristianismo fuera del mundo mediterráneo
El cristianismo no estuvo restringido a la cuenca mediterránea y a sus alrededores; en el tiempo de Jesús una gran proporción de población judía vivía en Mesopotamia, fuera del Imperio romano, especialmente en la ciudad de Babilonia, donde se desarrolló gran parte del Talmud.
- Cristianos de Santo Tomás se establecen en India posiblemente comenzando en 52 y ciertamente hasta antes de 325.
- Cristianismo en Etiopía.
- Cristianismo en el Imperio sasánida
- El cristianismo llega a las islas británicas.
  - El cristianismo llega a Irlanda (datado tradicionalmente en 432) y la evolución del cristianismo céltico.
  - Misioneros irlandeses y la diseminación del cristianismo a Bretaña y el norte de Europa.
  - El establecimiento de la autoridad papal en Irlanda después del Gran Cisma.
- Cristianos nestorianos viajan por la ruta de la seda para establecer una comunidad en la Dinastía Tang con capital en Chang'an, construyendo la Pagoda Daqin en 640.

## Alta Edad Media  (476–842)
La transición hacia la Alta Edad Media fue un proceso gradual y localizado. Las áreas rurales se convirtieron en centros de poder, mientras que las zonas urbanas fueron en declive. Aunque un mayor número de cristianos permaneció en el oriente (zonas griegas), en occidente (zonas latinas) se produjeron importantes desarrollos, y cada uno de ellos adoptó formas distintivas. Los obispos de Roma, los papas, se vieron obligados a adaptarse a unas circunstancias drásticamente cambiantes. Manteniendo solo una lealtad al emperador solamente de nombre, se vieron obligados a negociar equilibrios con los «gobernantes bárbaros» de las antiguas provincias romanas. En oriente, la Iglesia mantuvo su estructura y carácter y evolucionó más lentamente.

### Expansión misionera occidental
La pérdida paulatina del dominio del Imperio romano de Occidente, sustituido por los foederati y reinos germánicos, coincidió con esfuerzos misioneros tempranos en áreas no controladas por el imperio en decadencia. Ya en el siglo V, actividades misioneras desde la Britania romana hacia las áreas celtas (Escocia, Irlanda y Gales) produjeron tradiciones rivales tempranas del cristianismo celta, que posteriormente se reintegraron bajo la Iglesia de Roma. Los santos cristianos Patricio, Columba y Columbano fueron destacados misioneros de la época en el noroeste de Europa. Las tribus anglosajonas que invadieron el sur de Britania algún tiempo después del abandono romano eran inicialmente paganas, pero fueron convertidas al cristianismo por Agustín de Canterbury en la misión del Papa Gregorio Magno. Pronto se convirtió en un centro misionero, y misioneros como Wilfredo, Wilibrordo, Lulo y Bonifacio convirtieron a sus parientes sajones en Germania.
Los habitantes galorromanos de la Galia (la actual Francia y Bélgica), mayoritariamente cristianos, fueron invadidos por los francos a comienzos del siglo V. Los habitantes nativos fueron perseguidos hasta que el rey franco Clodoveo I se convirtió del paganismo al catolicismo en 496. Clodoveo insistió en que sus nobles siguieran su ejemplo, fortaleciendo su recién establecido reino al unir la fe de los gobernantes con la de los gobernados. Tras el auge del reino franco y la estabilización de las condiciones políticas, la parte occidental de la Iglesia incrementó las actividades misioneras, apoyadas por la dinastía merovingia como medio para pacificar a pueblos vecinos problemáticos. Tras la fundación de una iglesia en Utrecht por parte de Wilibrordo, se produjeron reacciones negativas cuando el rey frisón pagano Radbod destruyó muchos centros cristianos entre 716 y 719. En el 717, el misionero inglés Bonifacio fue enviado en ayuda de Wilibrordo, restableciendo iglesias en Frisia y continuando las misiones en Germania. A finales del siglo VIII, Carlomagno recurrió a matanzas masivas para someter a los sajones paganos y obligarlos a aceptar el cristianismo por la fuerza.

### El auge del islam
El islam surgió en la península arábiga en el siglo VII con la aparición del profeta Mahoma. En los siglos VII y VIII, los musulmanes logran expandir su imperio apoderándose de territorios que abarcaban desde la península ibérica en el occidente hasta la India en oriente, muchos de los cuales eran territorios de mayoría cristiana.

#### Califato ortodoxo (632–661)
Durante el califato ortodoxo (rashidun), en tanto eran considerados «Gente del Libro» en la religión islámica, los cristianos bajo el dominio musulmán estaban sometidos al estatus de dhimmi (junto con los judíos, samaritanos, gnósticos, mandeos y zoroastrianos), que era inferior al de los musulmanes. Los cristianos y otras minorías religiosas se enfrentaban así a la discriminación y persecución religiosa, ya que se les prohibía hacer proselitismo (para los cristianos, estaba prohibido evangelizar o difundir el cristianismo) en las tierras invadidas por los musulmanes árabes bajo pena de muerte, se les prohibía llevar armas, ejercer determinadas profesiones y se les obligaba a vestir de forma diferente para distinguirse de los árabes. En virtud de la ley islámica (sharīʿa), los no musulmanes estaban obligados a pagar los impuestos de la yizia y el jarach, junto con los fuertes rescates que los gobernantes musulmanes cobraban periódicamente a las comunidades cristianas para financiar las campañas militares, todo lo cual aportaba una parte importante de los ingresos a los estados islámicos y, en cambio, reducía a muchos cristianos a la pobreza, y estas dificultades financieras y sociales obligaron a muchos cristianos a convertirse al islam. Los cristianos que no podían pagar estos impuestos se veían obligados a entregar a sus hijos a los gobernantes musulmanes como pago, quienes los vendían como esclavos a hogares musulmanes donde se les obligaba a convertirse al islam.
Según la tradición de la Iglesia ortodoxa siríaca, la conquista musulmana del Levante fue un alivio para los cristianos oprimidos por el Imperio romano de Occidente. Miguel el Sirio, patriarca de Antioquía, escribió más tarde que el Dios cristiano había «levantado desde el sur a los hijos de Ismael para librarnos por ellos de las manos de los romanos». Varias comunidades cristianas de las regiones de Palestina, Siria, Líbano y Armenia guardaban rencores contra el gobierno del Imperio romano de Occidente o con el del Imperio bizantino, por lo que preferían vivir en condiciones económicas y políticas más favorables como dhimmi bajo los gobernantes musulmanes. Sin embargo, los historiadores modernos también reconocen que las poblaciones cristianas que vivían en las tierras invadidas por los ejércitos árabes musulmanes entre los siglos VII y X d. C. sufrieron en múltiples ocasiones la persecución religiosa, la violencia religiosa y el martirio a manos de funcionarios y gobernantes árabes musulmanes; muchos fueron ejecutados bajo la pena de muerte islámica por defender su fe cristiana mediante dramáticos actos de resistencia tales como negarse a convertirse al islam, el repudio de la religión islámica y la posterior reconversión al cristianismo, y la blasfemia hacia las creencias musulmanas.

#### Califato omeya (661–750)
Según la escuela Ḥanafī de la ley islámica (sharīʿa), el testimonio de un no musulmán (como un cristiano o un judío) no se consideraba válido frente al testimonio de un musulmán en asuntos legales o civiles. Históricamente, en la cultura islámica y en la ley islámica tradicional se ha prohibido a las mujeres musulmanas casarse con hombres cristianos o judíos, mientras que a los hombres musulmanes se les ha permitido casarse con mujeres cristianas o judías. Los cristianos sometidos al dominio islámico tenían derecho a convertirse al islam o a cualquier otra religión, mientras que, por el contrario, un murtad, o un apóstata del islam, se enfrentaba a severos castigos o incluso al hadd, que podía incluir la pena de muerte islámica.
En general, los cristianos sometidos al dominio islámico podían practicar su religión con algunas limitaciones notables derivadas del apócrifo Pacto de Omar. Este tratado, supuestamente promulgado en el año 717 d. C., prohibía a los cristianos exhibir públicamente la cruz en los edificios de las iglesias, convocar a los congregantes a la oración con un tañido de campanas, reconstruir o reparar iglesias y monasterios después de que hubieran sido destruidos o dañados, e imponía otras restricciones relacionadas con las ocupaciones, la ropa y las armas. El califato omeya persiguió a muchos cristianos bereberes en los siglos VII y VIII d. C., que poco a poco se fueron convirtiendo al islam.
En al-Ándalus omeya (en la península ibérica), la escuela Mālikī de la ley islámica era la más extendida. Los martirios de cuarenta y ocho mártires cristianos que tuvieron lugar en el emirato de Córdoba entre el 850 y el 859 d. C. están recogidos en el tratado hagiográfico escrito por el erudito cristiano y latinista ibérico Eulogio de Córdoba. Los mártires de Córdoba fueron ejecutados bajo el gobierno de Abderramán II y Mohamed I, y la hagiografía de Eulogio describe con detalle las ejecuciones de los mártires por violaciones capitales de la ley islámica, entre ellas la apostasía y la blasfemia.

#### Califato abasí
Científicos y eruditos cristianos orientales del mundo islámico medieval (en particular cristianos jacobitas y nestorianos) contribuyeron a la civilización islámica árabe durante el reinado de los omeyas y los abasíes, traduciendo obras de filósofos griegos al siríaco y, posteriormente, al árabe. También destacaron en filosofía, ciencia, teología y medicina. Asimismo, los médicos personales de los califas abasíes eran a menudo cristianos asirios, como los de la dinastía Bajtishu, que sirvió al califato durante mucho tiempo.
El califato abasí fue menos tolerante con el cristianismo que los califas omeyas No obstante, se siguió empleando a funcionarios cristianos en el gobierno, y a los cristianos de la Iglesia del Oriente se les encargó a menudo la traducción de la filosofía y las matemática griega. Los escritos de al-Jahiz atacaban a los cristianos por ser demasiado prósperos, y sugiere que eran capaces de ignorar incluso las restricciones que les imponía el Estado. A finales del siglo IX, el patriarca de Jerusalén Teodosio, escribió a su colega el patriarca de Constantinopla Ignacio que «son justos y no nos hacen ningún mal ni nos muestran ninguna violencia».
Elías de Heliópolis, trasladado a Damasco desde Heliópolis (Baalbek), fue acusado de apostasía del cristianismo tras asistir a una fiesta celebrada por un árabe musulmán, y se vio obligado a huir de Damasco hacia su ciudad natal, regresando ocho años después, donde fue reconocido y encarcelado por el «eparca», probablemente el jurista al-Laít ibn Sa'd.: 34 Tras negarse a convertirse al islam bajo tortura, fue llevado ante el emir damasceno y pariente del califa al-Mahdi (r. 775-785), Muhammad ibn-Ibrahim, quien prometió un buen trato si Elías se convertía.: 34 Ante sus reiteradas negativas, Elías fue torturado y decapitado y su cuerpo quemado, desmembrado y arrojado al río Crisorraso (Barada) en el año 779 d. C.: 34 

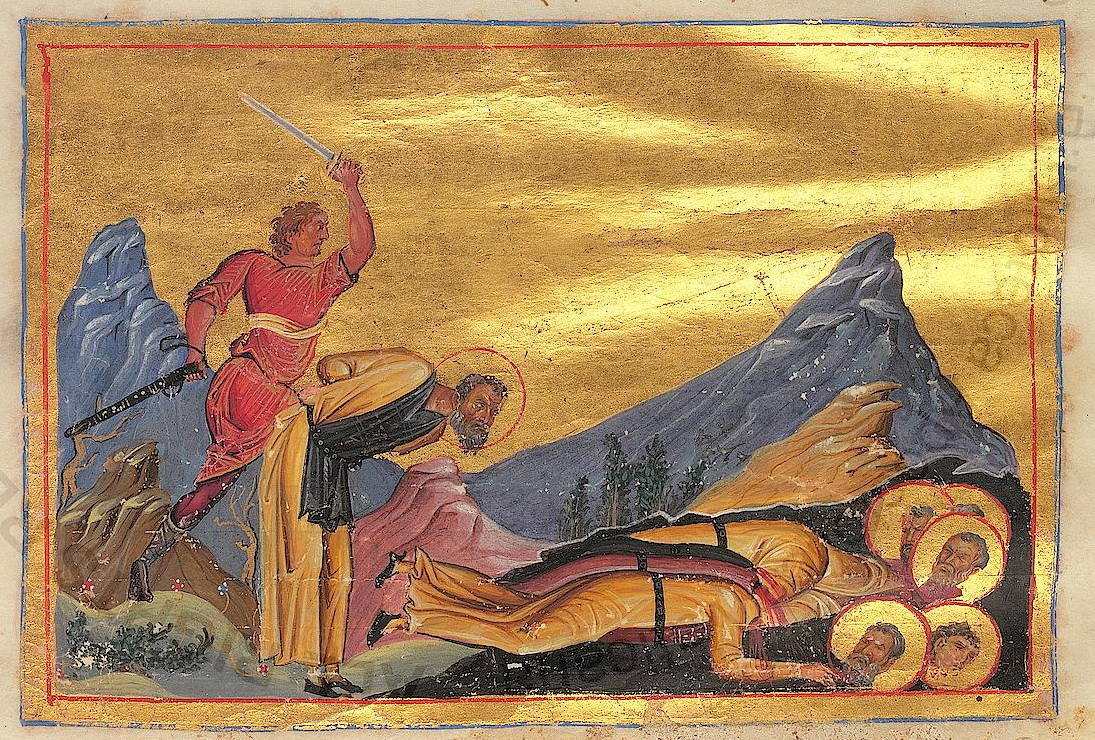
Asalto al monasterio de Zobe y muerte del hegumenos Miguel y sus 36 hermanos, representado en el Menologio de Basilio II.

Según el Synaxarion de Constantinopla, el higúmeno Miguel de Zobe y treinta y seis de sus monjes del monasterio de Zobe, cerca de Sebasteia (Sivas), fueron asesinados en un asalto a la comunidad.: 70 El perpetrador fue el «emir de los agarenos», «Alim», probablemente Alí ibn-Sulayman, un gobernador abasí que asoló el territorio romano en el año 785 d. C..: 70 Baco el Joven fue decapitado en Jerusalén en 786-787 d. C. Baco era palestino, cuya familia, habiendo sido cristiana, había sido convertida al islam por su padre.: 29–30  Baco, sin embargo, siguió siendo criptocristiano y emprendió una peregrinación a Jerusalén, tras la cual fue bautizado y entró en el monasterio de Mar Saba.: 29–30 El reencuentro con su familia provocó que se reconvirtieran al cristianismo, así como el juicio y ejecución de Baco por apostasía bajo el emir gobernante Harthama ibn A'yan.: 29–30 
Tras el saqueo de Amorio en 838, ciudad natal del emperador Teófilo (r. 829-842) y su dinastía amoriana, el califa al-Mu'tásim (r. 833-842) tomó más de cuarenta prisioneros romanos,: 41–42 que fueron llevados a la capital, Samarra, donde, tras siete años de debates teológicos y repetidas negativas a convertirse al islam, fueron condenados a muerte en marzo de 845 bajo el califa al-Wáthiq (r. 842-847).: 41–42 Una generación después eran venerados como los 42 mártires de Amorio. Según su hagiógrafo Euodio, que probablemente escribió una generación después de los hechos, la derrota en Amorio se debía achacar a Teófilo y a su iconoclasia.: 41–42 Según algunas hagiografías posteriores, incluida la de uno de los varios escritores bizantinos medios conocido como Miguel el Sinkellos, entre los cuarenta y dos se encontraban Calistos, el dux del thema de Colonea, y el heroico mártir Teodoro Karteros..: 41–42 
Durante la fase del siglo X de las guerras árabo-bizantinas, las victorias de los romanos sobre los árabes dieron lugar a ataques de turbas contra cristianos, de quienes se creía simpatizaban con el estado romano. Según Bar Hebraeus, el catholicus de la Iglesia del Oriente, el patriarca Abraham III (r. 906-937), escribió al gran visir que «los nestorianos somos amigos de los árabes y rezamos por sus victorias». Esta actitud de los nestorianos, «que no tienen otro rey que los árabes», la contraponía a la de la Iglesia ortodoxa griega, cuyos emperadores, según él, «nunca habían dejado de hacer la guerra a los árabes». Entre el 923 y el 924 d. C., varias iglesias ortodoxas fueron destruidas por violencia de turbas en Ramla, Ascalón, Cesarea Marítima y Damasco. En cada caso, según el cronista árabe melquita Eutiquio de Alejandría, el califa al-Muqtádir (r. 908-932) contribuyó a la reconstrucción de los bienes eclesiásticos.

### Iconoclasia bizantina
Tras una serie de duros reveses militares contra los musulmanes, la iconoclasia surgió en las provincias del Imperio bizantino a principios del siglo VIII. En la década de 720, el emperador bizantino León III el Isáurico prohibió la representación pictórica de Cristo, los santos y las escenas bíblicas. En el occidente latino, el papa Gregorio III celebró dos sínodos en Roma y condenó las acciones de León. El concilio iconoclasta bizantino, celebrado en Hieria en el año 754 d. C., dictaminó que los retratos sagrados eran heréticos. El movimiento iconoclasta destruyó gran parte de la historia artística temprana de la Iglesia cristiana. El movimiento iconoclasta fue definido posteriormente como herético en el 787 d. C. bajo el Concilio de Nicea II (el séptimo concilio ecuménico), pero tuvo un breve resurgimiento entre el 815 y el 842 d. C.

## Plena Edad Media (800–1299)

### Renacimiento carolingio

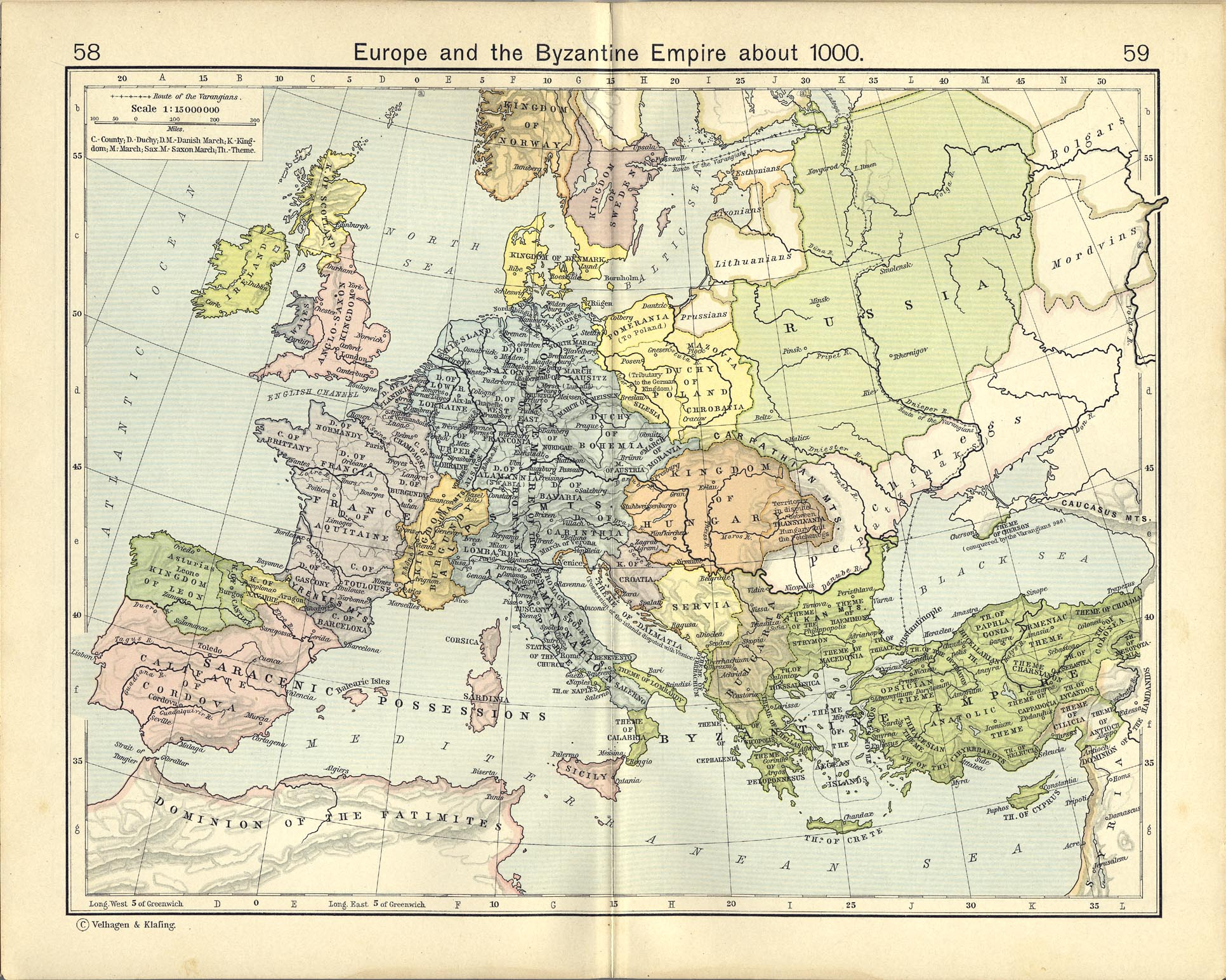
Europa Occidental, el Sacro Imperio Romano Germánico, la Rus de Kiev y el Imperio Bizantino en la Edad Media (año 1000)

El Renacimiento carolingio fue un periodo de renacimiento intelectual y cultural de la literatura, las artes y los estudios bíblicos durante los siglos VIII y IX bajo el gobierno de la dinastía carolingia, principalmente durante los reinados de los reyes francos Carlomagno, fundador y primer emperador del Imperio carolingio, y su hijo Ludovico Pío. Para hacer frente a los problemas de analfabetismo entre el clero y los escribas de la corte, Carlomagno fundó escuelas y atrajo a su corte a los hombres más eruditos de toda Europa.

### Reforma monástica
A partir del siglo VI, la mayoría de los monasterios del occidente católico pertenecían a la orden benedictina. Debido a la adhesión más estricta a una regla benedictina reformada, la abadía de Cluny se convirtió en el principal centro reconocido del monacato occidental desde finales del siglo X. Cluny creó una gran orden federada en la que los administradores de las casas subsidiarias actuaban como diputados del abad de Cluny y respondían ante él. El espíritu cluniacense ejerció una influencia revitalizadora en la Iglesia normanda, en su apogeo desde la segunda mitad del siglo X hasta principios del siglo XII.

La expansión de los cistercienses desde sus emplazamientos originales en Europa occidental y central durante la Edad Media

La siguiente ola de reforma monástica llegó con el movimiento cisterciense. La primera abadía cisterciense se fundó en 1098, en la abadía de Cîteaux. La nota dominante de la vida cisterciense fue la vuelta a la observancia literal de la regla benedictina, rechazando los desarrollos de los benedictinos. El rasgo más llamativo de la reforma fue la vuelta al trabajo manual, y especialmente al trabajo de campo. Inspirados por Bernardo de Claraval, el principal constructor de los cistercienses, se convirtieron en la principal fuerza de avance y difusión tecnológica de la Europa medieval. Para finales del siglo XII, las casas cistercienses sumaban 500, y en su apogeo, en el siglo XV, la orden afirmaba tener cerca de 750 casas. La mayor parte de ellas se construyeron en zonas desérticas, y desempeñaron un papel importante en la incorporación de esas zonas aisladas de Europa al cultivo económico.
Un tercer nivel de reforma monástica fue el establecimiento de las órdenes mendicantes. Conocidos comúnmente como «frailes», los mendicantes viven bajo una regla monástica con votos tradicionales de pobreza, castidad y obediencia, pero hacen hincapié en la predicación, la actividad misionera y la educación, en un monasterio aislado. A partir del siglo XII, los seguidores de Francisco de Asís instituyeron la Orden Franciscana, y posteriormente Santo Domingo inició la Orden Dominicana.

### Crecientes tensiones entre Oriente y Occidente
Tensiones en la unidad cristiana habían comenzado a hacerse evidentes ya en el siglo IV. Se trataba de dos problemas básicos: la naturaleza de la primacía del obispo de Roma y las implicaciones teológicas de añadir una cláusula al Credo de Nicea, conocida como cláusula Filioque. Estas cuestiones doctrinales se discutieron abiertamente por primera vez en el patriarcado de Focio (858-867 y 877-886). Las Iglesias orientales consideraban que la concepción de Roma sobre la naturaleza del poder episcopal se oponía directamente a la estructura esencialmente conciliar de la Iglesia y, por tanto, consideraron que ambas eclesiologías eran antitéticas.
Otra cuestión que se convirtió en una gran irritación para la cristiandad oriental fue la introducción gradual en el Credo de Nicea en occidente de la cláusula Filioque —que significa «y del Hijo»—, como en «el Espíritu Santo... que procede del Padre y del Hijo», cuando el credo original, sancionado por los concilios y aún utilizado hoy en día por los ortodoxos, dice simplemente «el Espíritu Santo,... que procede del Padre». La Iglesia oriental argumentó que la frase se había añadido de manera unilateral y, por tanto, ilegítima, ya que nunca se había consultado a oriente. Además de esta cuestión eclesiológica, la Iglesia oriental también consideraba que la cláusula del Filioque era inaceptable por motivos dogmáticos.

#### Cisma de Focio
En el siglo IX surgió una controversia entre el cristianismo oriental (bizantino, ortodoxo griego) y el occidental (latino, católico romano) que se precipitó por la oposición del papa Nicolás I al nombramiento por el emperador bizantino Miguel III de Focio I (un laico) como patriarca de Constantinopla en reemplazo de Ignacio. A Focio se le negó una disculpa por parte del Papa por puntos anteriores de disputa entre Oriente y Occidente. Focio se negó a aceptar la supremacía del papa en asuntos orientales o a aceptar la cláusula Filioque. La delegación latina en el concilio de su consagración le presionó para que aceptara la cláusula con el fin de asegurarse su apoyo. La controversia también afectaba a los derechos jurisdiccionales eclesiásticos de oriente y occidente en la iglesia búlgara. Focio hizo una concesión sobre la cuestión de los derechos jurisdiccionales relativos a Bulgaria, y los legados papales se conformaron con su devolución de Bulgaria a Roma. Esta concesión, sin embargo, fue puramente nominal, ya que el retorno de Bulgaria al rito bizantino en 870 ya le había asegurado una iglesia autocéfala. Sin el consentimiento de Boris I de Bulgaria, el papado no pudo hacer valer ninguna de sus reivindicaciones.
Nicolás I excomulgó a Focio en 867, declarando a Ignacio como patriarca legítimo. Esta acción junto al hecho de que Nicolás I se entrometiera, enviando sus propios misioneros, en la cristianización de Bulgaria que estaba siendo llevada a cabo por los bizantinos, provocó que Focio, apoyado por el emperador, en un sínodo celebrado también en el año 867 en Bizancio, excomulgara al papa y a la iglesia occidental entera, aprovechando además para rechazar la inclusión de la cláusula Filioque en el Credo niceno. Ese mismo año, el influyente cortesano Basilio I usurpó el trono imperial de manos de Miguel III y reinstaló a Ignacio como patriarca. Tras la muerte de Ignacio en el 877, Focio fue nombrado de nuevo, pero un acuerdo entre él y el papa Juan VIII previno un segundo cisma. Focio fue depuesto de nuevo en el 886 y pasó sus últimos años en retiro condenando a occidente por su supuesta herejía.
El problema central fue la reclamación papal de tener jurisdicción en oriente, no las acusaciones de herejía. El cisma surgió en gran medida como una lucha por el control eclesiástico del sur de los Balcanes y por un choque de personalidades entre los líderes de las dos sedes, ambos elegidos en el año 858 y cuyos reinados terminaron en el 867. El cisma fociano se diferenció así de lo ocurrido en el siglo XI, cuando se cuestionó la autoridad del Papa por haberla perdido a causa de la herejía. El cisma fociano contribuyó a polarizar Oriente y Occidente durante siglos, en parte por la falsa pero extendida creencia de una segunda excomunión de Focio. Esta idea fue finalmente desmentida en el siglo XX, lo que ha contribuido a rehabilitar a Focio en cierta medida en Occidente.

### Diseminación del cristianismo en Europa central y oriental
- Los Santos Cirilo y Metodio traducen la Biblia y la liturgia al antiguo eslavo eclesiástico en el siglo IX.
- La cristianización de la Rus de Kiev en 988 disemina el cristianismo entre los eslavos orientales, estableciendo la identidad cristiana oriental de Ucrania, Bielorrusia y Rusia.

### Cisma entre Oriente y Occidente (1054)
El Cisma Oriente-Occidente, también conocido como el «Gran Cisma», separó a la Iglesia en las ramas occidental (latina) y oriental (griega), es decir, el catolicismo occidental y la ortodoxia oriental. Fue la primera gran división desde que ciertos grupos orienales habían rechazado los decretos del Concilio de Calcedonia (véase Iglesias ortodoxas orientales) y fue mucho más significativa. Aunque normalmente se data en 1054, el Cisma de Oriente-Occidente fue en realidad el resultado de un largo periodo de distanciamiento entre la cristiandad latina y griega sobre la naturaleza de la primacía papal y ciertas cuestiones doctrinales relativas a la cláusula Filioque, pero se intensificó a partir de diferencias culturales, geográficas, geopolíticas y lingüísticas.
El cisma tomó mucho tiempo en desarrollarse; los temas principales fueron el papel del papa de Roma y la cláusula Filioque. El cisma «oficial» aconteció en 1054, por la excomunión romana del Patriarca de Constantinopla Miguel I Cerulario, seguido por la excomunión constantinopolitana del representante del papa. Las excomuniones fueron rescindidas mutuamente por el papa y el patriarca de Constantinopla en la década de 1960, pero aun así el cisma no ha sido eliminado por completo.
El Gran Cisma se produjo entre el catolicismo y la ortodoxia oriental. Ambas tradiciones ponen énfasis en la sucesión apostólica, e históricamente ambas aseguran ser la única descendencia legítima de la Iglesia primitiva. Cada una, además, asevera mantener de manera más correcta la tradición de los apóstoles y que la otra se ha desviado. Los católicos romanos a menudo se refieren a sí mismos simplemente como «católicos», que significa «universal», y mantienen que también son ortodoxos. Los ortodoxos orientales se refieren a sí mismos simplemente como «ortodoxos» que significa «adoración correcta», y también se denominan a sí mismos católicos. Inicialmente, el cisma era primordialmente entre el Oriente y el Occidente, pero hoy ambas congregaciones están extendidas por todo el mundo. Aún se refieren entre ellas en esos términos por razones históricas.

### Querella de las investiduras

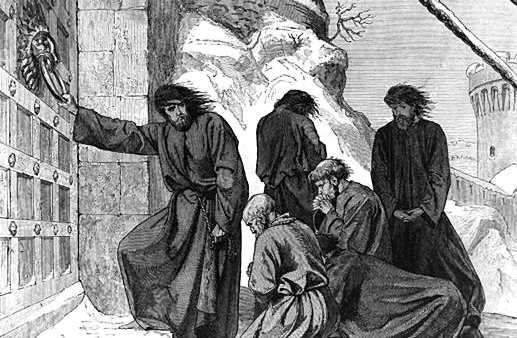
Enrique IV, emperador del Sacro Imperio Romano Germánico, en la puerta del castillo de Canossa en 1077, durante la querella de las investiduras.

La querella de las investiduras, también llamada «querella de las investiduras laicas», fue el conflicto más importante entre los poderes seculares y religiosos que tuvo lugar en la Europa medieval. Comenzó como una disputa en el siglo XI entre el emperador del Sacro Imperio Romano Germánico Enrique IV y el papa Gregorio VII sobre quién debía nombrar a los obispos (investidura). El fin de la investidura laica amenazaba con socavar el poder del Sacro Imperio Romano y las ambiciones de la nobleza europea. Al ser los obispados meros nombramientos vitalicios, un rey podía controlar mejor sus poderes e ingresos que los de los nobles hereditarios. Mejor incluso, podía dejar el puesto de obispo vacante y seguir recaudando los ingresos, teóricamente en fideicomiso para el nuevo obispo, o asignar un obispado como pago a un noble útil. La Iglesia Católica quería acabar con la investidura laica para poner fin a este y otros abusos, para reformar el episcopado y proporcionar una mejor atención pastoral. El papa Gregorio VII promulgó el Dictatus Papae, que declaraba que solo el papa podía nombrar obispos. El rechazo del decreto por parte de Enrique IV provocó su excomunión y una revuelta ducal. Finalmente, Enrique IV recibió la absolución tras una dramática penitencia pública, aunque la Gran Revuelta Sajona y el conflicto sobre la investidura continuaron.
Una controversia similar se produjo en Inglaterra entre el rey Enrique I y San Anselmo, arzobispo de Canterbury, sobre la investidura y la vacante episcopal. La disputa inglesa se resolvió con el Concordato de Londres (1107), en el que el rey renunciaba a su pretensión de investir a los obispos, pero seguía exigiendo un juramento de fidelidad. Este fue un modelo parcial para el Concordato de Worms (Pactum Calixtinum), que resolvió la controversia de la investidura imperial con un compromiso que permitía a las autoridades seculares cierta medida de control, pero concedía la selección de los obispos a sus canónigos catedralicios. Como símbolo del compromiso, tanto las autoridades eclesiásticas como las laicas invistieron a los obispos con el báculo y el anillo eclesiales, respectivamente.

### Las cruzadas

El Reino de Jerusalén y los estados cruzados con sus fortalezas en Tierra Santa en su apogeo, entre la Primera y la Segunda Cruzada (1135)

En general, las Cruzadas (1095-1291) se refieren a las campañas cristianas europeas en Tierra Santa patrocinadas por el Papado contra los musulmanes para reconquistar la región de Palestina. Hubo otras expediciones cruzadas contra las fuerzas islámicas en el Mediterráneo, principalmente en el sur de España, el sur de Italia y las islas de Chipre, Malta y Sicilia. El papado también patrocinó numerosas cruzadas contra los pueblos paganos del noreste de Europa para someterlos y convertirlos por la fuerza al cristianismo, contra sus enemigos políticos en Europa occidental y contra minorías religiosas heréticas o cismáticas dentro de la cristiandad europea.
Tierra Santa había formado parte del Imperio Romano, y por tanto del Imperio bizantino, hasta las invasiones árabes musulmanas de los siglos VII y VIII. A partir de entonces, a los cristianos se les permitía generalmente visitar los lugares sagrados de Tierra Santa hasta 1071, cuando los turcos selyúcidas cerraron las peregrinaciones cristianas y atacaron a los bizantinos, derrotándolos en la batalla de Manzikert. El emperador Alejo I pidió ayuda al papa Urbano II contra la agresión islámica. Probablemente esperaba que el Papa le diera dinero para contratar mercenarios. En lugar de ello, Urbano II hizo un llamamiento a los caballeros de la cristiandad en un discurso pronunciado en el Concilio de Clermont el 27 de noviembre de 1095, combinando la idea de la peregrinación a Tierra Santa con la de librar una guerra santa contra los infieles.
La Primera Cruzada capturó Antioquía en 1099 y luego Jerusalén. La Segunda Cruzada tuvo lugar en 1145, cuando Edesa fue capturada por fuerzas islámicas. Jerusalén se mantuvo hasta 1187 y la Tercera Cruzada, tras las batallas entre Ricardo Corazón de León y Saladino. La Cuarta Cruzada, iniciada por Inocencio III en 1202, pretendía recapturar Tierra Santa, pero pronto fue subvertida por los venecianos, que utilizaron las tropas para saquear la ciudad cristiana de Zara. Inocencio excomulgó a los venecianos y a los cruzados. Finalmente, los cruzados llegaron a Constantinopla, pero debido a las luchas que surgieron entre ellos y los bizantinos, los cruzados saquearon Constantinopla y otras partes de Asia Menor, en lugar de proceder a la Tierra Santa, estableciendo efectivamente el Imperio Latino de Constantinopla en Grecia y Asia Menor. Esta fue efectivamente la última cruzada patrocinada por el papado; las cruzadas posteriores fueron patrocinadas por particulares. Cinco cruzadas a Tierra Santa, que culminaron con el asedio de Acre de 1219, pusieron fin esencialmente a la presencia occidental en Tierra Santa. Así, aunque Jerusalén se mantuvo durante casi un siglo y otros bastiones de Oriente Próximo seguirían en posesión de los cristianos durante mucho más tiempo, las cruzadas en Tierra Santa no lograron finalmente establecer reinos cristianos permanentes.
Por otro lado, las cruzadas en el sur de España (la Reconquista), el sur de Italia y Sicilia acabaron provocando la desaparición del poder islámico en esas regiones; los caballeros teutónicos ampliaron los dominios cristianos en Europa oriental en la llamada cruzada de Livonia, y subyugaron y convirtieron a la fuerza a los eslavos paganos de la Alemania oriental moderna en la cruzada de los wendos. Cruzadas mucho menos frecuentes dentro de la cristiandad, como la cruzada albigense contra los cátaros del sur de Francia, combinado con la inquisición que se instaló como consecuencia, lograron su objetivo de mantener la unidad doctrinal.

### Iglesia cristiana y Estado en el medievo occidental
- Papa Gregorio VII
- Inquisición e Inquisición medieval

### Finales de la Edad Media
- El movimiento conciliador
- Humanismo cristiano
- Fin del Imperio bizantino en 1453
- Caza de brujas

## Edad Moderna

### América antigua
- Conquistadores
- Santería, una fusión del catolicismo con tradiciones religiosas de África occidental traídas originalmente entre los esclavos.

### La reforma protestante y la contrarreforma católica
- El rol de la imprenta de Juan Gutenberg en la diseminación de los textos reformistas.
- Martín Lutero
- Juan Calvino y el Calvinismo
- Biblia King James
- Concilio de Trento
- Guerra de los Treinta Años
- Inquisición
- Reforma Radical y los Anabaptistas
  - Amish, Menonitas

### Surgimiento de las confesiones religiosas del protestantismo
Discute el levantamiento de las mayores confesiones religiosas después de la Reforma Protestante y los retos enfrentados por el catolicismo.
- Iglesias bautistas
- Iglesias presbiterianas
- Iglesia de Inglaterra
- John Wesley y el metodismo
  - Francis Asbury, Thomas Coke y Metodismo Americano
- Primer Gran Despertar
- Pentecostalismo
- Luteranismo
- Hermandades de Cristo
- Los puritanos
- Los cuáqueros
- Noconformistas
- La guerra civil inglesa
- Congreso de Religiones, 1893

## Edad Contemporánea

### SigloXIX
- Resurgimiento católico en la Europa Romántica
- Anglocatólicos o Movimiento de Oxford en la Iglesia de Inglaterra
- Misioneros y Colonialismo
- Friedrich Schleiermacher y el Cristianismo Liberal

### Anticlericalismo y comunismo ateo
En algunos movimientos revolucionarios la Iglesia católica fue vista como aliada con los gobernantes derrocados, por lo que fue perseguida. Por ejemplo, después de la Revolución francesa y de la Revolución mexicana hubo acciones de persecución y represalia contra los católicos. En el contexto del mundo comunista, Karl Marx se refirió a la religión como el "opio del pueblo" y los gobiernos marxista-leninistas del siglo XX a menudo eran ateos; de estos, solo Albania se declaró oficialmente como un estado ateo.

### SigloXXysigloXXI
El cristianismo en el siglo XX se caracteriza por una fragmentación acelerada. El siglo vio el levantamiento de grupos liberales y conservadores, así como una secularización general de la sociedad occidental. La Iglesia católica instituyó muchas reformas para modernizarse. Los misioneros hicieron incursiones en el Lejano oriente, estableciendo seguidores en China, Taiwán y Japón. Al mismo tiempo, la persecución en la Europa Oriental comunista y la Unión Soviética trajo a muchos cristianos ortodoxos a la Europa Occidental y a los Estados Unidos, aumentando el contacto entre el cristianismo occidental y oriental. Además, el ecumenismo creció en importancia, cuyo comienzo fue en la Conferencia Misionera de Edimburgo en 1910, aunque se critica que Latinoamérica haya sido excluida debido a que la predicación protestante en Latinoamérica ha sido frecuentemente anticatólica.

### Reformas católicas
- Concilio Vaticano II
- Iniciativas ecuménicas
  - Anatemas (excomuniones) del Gran Cisma revocadas mutuamente por el papa y el patriarca de Constantinopla (1960).
  - Papa Juan Pablo II

### Otros movimientos
Otro movimiento que creció en el siglo XX fue el anarquismo cristiano, que rechaza la iglesia cristiana, estado o cualquier otro poder excepto el de Dios. También creen en la no violencia absoluta. El libro de León Tolstói llamado El Reino de Dios está dentro de ti publicado en 1894 fue el catalizador de este movimiento.
En la década de los 50, se dio una expansión evangélica en América. La prosperidad posterior a la Segunda Guerra Mundial experimentada en Estados Unidos también tuvo efectos religiosos, denominados  "fundamentalismo morfológico". El número de templos cristianos aumentó, y las actividades de las Iglesias evangélicas crecieron expansivamente.
Dentro del catolicismo surge formalmente en los años 60 la Teología de la Liberación (T.L.) en América Latina, como respuesta al malestar producido por la opresión y la pobreza características de los pueblos de esta región. La Iglesia católica de manera oficial no acepta los postulados de la T.L., por una posible estrecha relación con el marxismo, aunque los teólogos de la liberación niegan tal relación, aunque sí aceptan la existencia de conceptos como la lucha de clases. Sin embargo, la Iglesia católica de todas formas sí acepta algunos postulados de la misma T.L. sobre todo en lo referente a la necesidad de libertad de los pueblos en el mundo, pero generalizando también la idea a la libertad de los otros pecados también.
Otro desarrollo notable en el siglo XX dentro del cristianismo fue el levantamiento de movimientos pentecostales. Aunque sus raíces datan desde antes del año 1900, su nacimiento real se atribuye comúnmente al siglo XX. Brotaron de raíces metodistas, se levantaron de las reuniones en una misión urbana en la calle Azusa en Los Ángeles. Desde ahí se diseminaron por todo el mundo, llevado por aquellos quienes experimentaron lo que creen ser movimientos milagrosos de Dios en ese lugar. El pentecostalismo, que dio inicio al movimiento carismático dentro de confesiones ya establecidas, continúa siendo una importante fuerza en el cristianismo occidental.

#### Modernismo y la reacción fundamentalista
Las implicaciones radicales de las influencias científicas y culturales por la Ilustración se hicieron notar en las Iglesias protestantes, especialmente en el siglo XIX; el cristianismo liberal pretendía unir a las Iglesias junto con la amplia revolución que el modernismo representaba. Al hacerlo, nuevas aproximaciones críticas de la Biblia fueron desarrolladas, nuevas actitudes se volvieron evidentes sobre el rol de la religión en la sociedad, y un nuevo pensamiento comenzó a cuestionar las casi universalmente aceptadas definiciones del cristianismo ortodoxo.
En reacción a estos acontecimientos, el fundamentalismo cristiano fue un movimiento que rechazaba las influencias radicales del humanismo filosófico, debido a que afectaban al cristianismo. Apuntando especialmente a los alcances críticos de la interpretación de la Biblia, y tratando de bloquear las incursiones hechas en sus iglesias cristianas por presunciones científicas ateas, los fundamentalistas comenzaron a aparecer en varias confesiones como movimientos independientes numerosos de resistencia a los bruscos cambios del cristianismo histórico. Con el tiempo, los movimientos fundamentalistas evangélicos se habían dividido en dos ramas, una con la etiqueta de fundamentalista, mientras que un movimiento más moderado prefirió la etiqueta de evangélico. Aunque ambos movimientos se originaron primeramente en el mundo anglosajón, la mayoría de los Evangélicos se encuentran por todas partes.

#### El auge del movimiento evangélico
En los Estados Unidos y en el resto del mundo, ha habido un marcado crecimiento del sector evangélico de las confesiones protestantes, especialmente en aquellas que se identifican exclusivamente como evangélicas, y un declive de aquellas Iglesias identificadas con corrientes más liberales. En el periodo de entreguerras (años 20), el cristianismo liberal fue el sector de más rápido crecimiento, cosa que cambió después de la Segunda Guerra Mundial, cuando dirigentes de tendencia más conservadora arribaron a las estructuras eclesiásticas.
El movimiento evangélico no es una entidad. Las Iglesias evangélicas y sus seguidores no pueden ser fácilmente clasificados. La mayoría no es fundamentalista, en el estricto sentido que algunos dan a ese término, aunque muchos se siguen refiriendo a sí mismos como tales.
Sin embargo, el movimiento ha logrado manejarse de una manera informal, para reservar el nombre de Evangélico para aquellos grupos y creyentes que se adhieren a una profesión de fe cristiana que ellos consideran histórica, una paleo-ortodoxia, como algunos la denominan. Aquellos que se denominan "evangélicos moderados" señalan mantenerse aún más unidos a esos fundamentos cristianos "históricos", y los "evangélicos liberales" no se aplican a sí mismos este apelativo en términos definitorios de su teología, sino que de su vida "progresiva" en la perspectiva cívica, social o científica.
Existe una gran diversidad de comunidades evangélicas alrededor del mundo, los lazos entre ellas son solo aparentes (varias organizaciones locales y globales los vinculan, pero ninguna a todos), pero la mayoría coincide en las siguientes creencias: una "alta estima" de las Escrituras, creencia en la deidad de Cristo, en la Trinidad, en la salvación por gracia mediante la fe, en la resurrección física de Cristo, por mencionar solo algunas.

#### Evangelismo en la ventana 10/40
Evangélicos definen y priorizan esfuerzos para alcanzar a los "no alcanzados" a fines del siglo XX y principios del siglo XXI al enfocarse en países que se encuentran entre las latitudes 10° norte y 40° sur. Esta área está dominada mayormente por naciones musulmanas, muchas de las cuales no permiten misioneros de otras religiones en sus países.

### La diseminación del laicismo
En Europa Occidental existe un alejamiento general de la observancia religiosa y creencias de las enseñanzas cristianas y se mueven hacia el laicismo. La "secularización de la sociedad", atribuida al tiempo del Renacimiento y los años siguientes, es la mayor responsable de este movimiento. Por ejemplo, un estudio hecho por la Gallup International Millennium muestra que solo un sexto de los europeos va a servicios religiosos regulares, menos de la mitad tienen a Dios como de "suma importancia", y solo el 40 % cree en un "Dios personal". Aunque la gran mayoría considera que "pertenecen" a una confesión religiosa. Los números muestran que la "de-cristianización" de Europa ha comenzado lentamente a caminar en la dirección opuesta.
En Norteamérica, Suramérica y Australia, los otros tres continentes donde el cristianismo es la religión profesada dominante, la observancia religiosa es más alta que en Europa. Al mismo tiempo, estas regiones a menudo son vistas por otras naciones como conservadoras y "victorianas" en su urbanidad social.
Sudamérica, históricamente católica, ha experimentado una gran infusión evangélica en los últimos 80 años debido a la influencia de misioneros evangélicos. Por ejemplo, en Brasil, el país más grande del continente, es el país con mayor número de católicos del mundo y al mismo tiempo el que tiene el mayor número de evangélicos. Algunas de las más grandes congregaciones en el mundo se encuentran en Brasil; también en Colombia, un país de tradición católica está sufriendo cambios dramáticos en su sociedad ya que el cristianismo evangélico está creciendo de manera exponencial, solo en la ciudad capital Bogotá se encuentran las iglesias en las que se congregan en grupos de 1000, 3000, 10000 y hasta 50000.[cita requerida]

## Historiografía
Historiadores del cristianismo fueron:
- Eusebio de Cesarea
- Gregorio de Tours
- César Baronio
- Isaac Casaubon
- Edward Gibbon